# Palazzo Cellamare

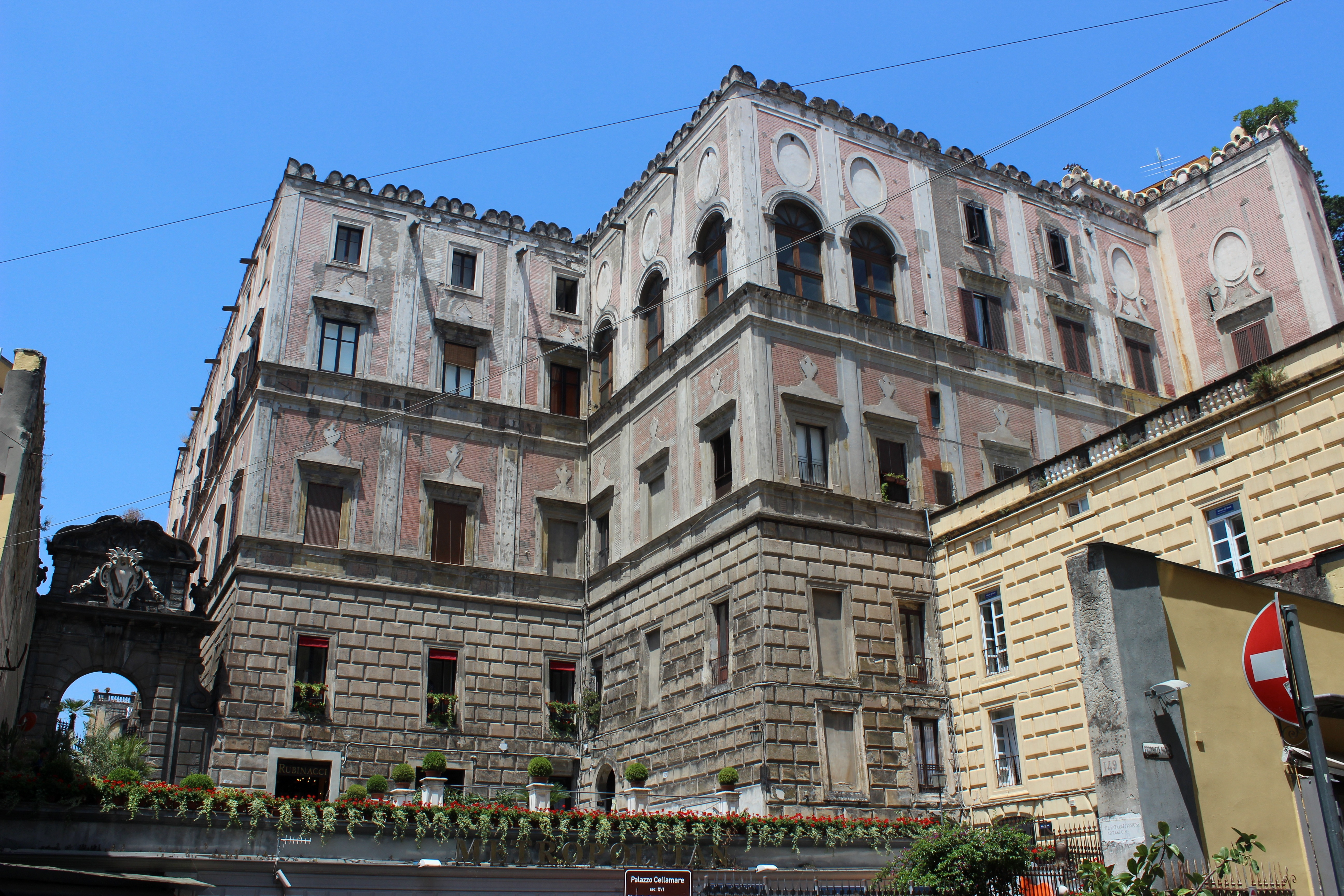
Palazzo Cellamare met links de barokke ingangspoort, in het centrum van Napels

Het Palazzo Cellamare (16e eeuw en 18e eeuw) is een stadspaleis in Napels, Italië. Het bevindt zich in de wijk San Ferdinando aan de Via Chiaia. Het was eeuwenlang in bezit van Napolitaanse prinsen.

## Naam
- Palazzo Cellamare, ook wel Cellammare geschreven. De naam verwijst naar de tweede adellijke familie die het paleis bezat. Destijds bezat de familie de prinselijke titel van Cellamare, gelegen in Apulië, in het koninkrijk Napels.
- Palazzo Francavilla. De naam gegeven in de jaren 1760-1799 is deze van de prinsen van Francavilla, prinselijke titel eveneens uit Apulië.

## Historiek

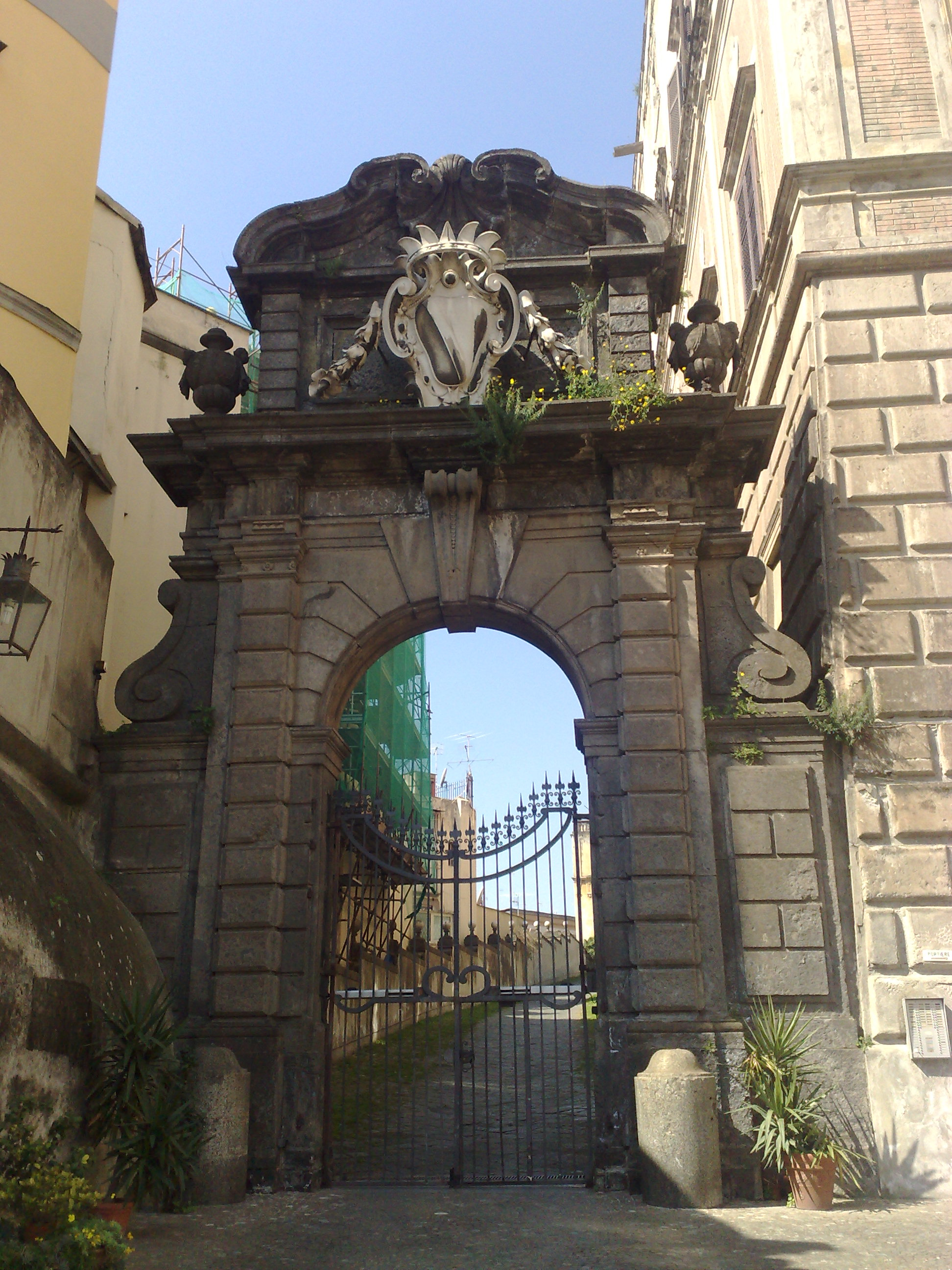
Toegangspoort tot het park van het palazzo

### Huis Carafa
Giova Francesco Carafa, abt van Sant’Angelo, bouwde in de 16e eeuw een zomerverblijf. Het abtenpaleis was omgeven door een ruim terrein, waarvan een deel was aangelegd als tuin. De abt was een telg uit het adellijk huis Carafa. Begin 17e eeuw bouwde het echtpaar Luigi Carafa en Isabella Gonzaga, prins en prinses van Stigliano, het paleis uit tot een luxueuze residentie. Ze stelden Tito Manlio aan om de verfraaiingswerken te leiden. Het paleis van de familie Carafa werd een ontmoetingsplaats voor edelen uit het koninkrijk Napels; dit bleef verder zo wanneer Anna Carafa della Stadera, hertogin van Sabbioneta, in 1636 huwde met Ramiro Felipe Núñez de Guzmán. Deze Spaanse edelman werd een jaar later onderkoning van Napels. Het Palazzo Cellamare werd geplunderd tijdens de anti-Spaanse opstand van Masaniello (1647). De plek had veel van zijn glans verloren. Tijdens de pestepidemie 10 jaar later liet de familie Carafa toe dat hun stadspaleis gebruikt werd als pesthuis. De monniken van het nabij gelegen klooster Sant’Orsola verzorgden de pestlijders in het palazzo toen de pest Napels zwaar trof.
Na de dood van de laatste erfgenaam Carafa, Nicola Carafa, in 1689, confisqueerde de Spaanse Kroon het leegstaande paleis (1695). 

### Huis Giudice di Cellamare
Circa 1700 werd een andere Napolitaanse familie eigenaar van het palazzo. Het ging om Antonio Giudice, prins van Cellamare. Hij betaalde er 18.000 dukaten voor aan Spanje. Antonio Giudice renoveerde het palazzo in barokstijl; het paleis kreeg de naam van zijn prinselijke titel Cellamare. De bouwfase in de 18e eeuw was de laatste bouwfase. De bekende Napolitaanse architect Ferdinando Fuga ontwierp de monumentale ingangspoort en de kapel op de binnenplaats. De interieurs werden verlucht met fresco’s van Napolitaanse schilders. Het park werd opnieuw aangelegd. 

### Huis Imperiali
Nadat de familie Giudice uitstierf, verwierf Michele Imperiali, prins van Francavilla, het paleis. Hij behoorde tot het adellijk huis Imperiali. Het paleis droeg in deze periode de naam Palazzo Francavilla. De jaren dat de prinsen van Francavilla eigenaar waren, de jaren 1760-1799, betekenden het hoogtepunt van de praal in het paleis. Gasten zoals Giacomo Casanova en Goethe werden er ontvangen. De bekende Napolitaanse chef-kok Vincenzo Corrado had de leiding over de organisatie van de banketten. Op bevel van de Bourbon-koningen logeerde de familie Imperiali er hofkunstenaars, zoals bijvoorbeeld Angelika Kauffmann en de gebroeders Jakob Philipp Hackert en Georg Hackert.
Met de opstand van de Parthenopeïsche Republiek en de daaropvolgende Franse bezettingen, volgden de eigenaars in het palazzo elkaar op.

### Huis Giudice
In 1822, na de Restauratie van de Bourbon-dynastie in Napels, verwierf de familie Guidice opnieuw het Palazzo Cellamare. Het bleef sindsdien privébezit. Van het eens uitgestrekte park blijft slechts een klein park over, omwille van de urbanisatieplannen in de wijk San Ferdinando.
- Gemeinsame Normdatei: 4489312-7
- Library of Congress Control Number: sh97005467
- Nationale Bibliotheek van Israël: 987007292320405171
- Virtual International Authority File: 248715886